# Севирова
Севирова (рум. Sevirova) — село в Флорештском районе Молдовы. Является административным центром коммуны Севирова, включающей также село Ивановка.

## География
Село расположено на высоте 102 метра над уровнем моря.

## Население
По данным переписи населения 2004 года, в селе Севирова проживает 798 человек (387 мужчин, 411 женщин).
Этнический состав села:
| Национальность | Число жителей | Процентный состав |
| -------------- | ------------- | ----------------- |
| молдаване      | 765           | 95,86             |
| украинцы       | 23            | 2,88              |
| русские        | 10            | 1,25              |
| Всего          | 798           | 100 %             |